# Johann Gottlob Erdmann Föhlisch
Johann Gottlob Erdmann Föhlisch (* 19. Februar 1778 zu Barge bei Sagan; † 14. Oktober 1862 in Wertheim) war ein deutscher Pädagoge.

## Leben
Johann Gottlob Erdmann Föhlisch wurde in Niederschlesien geboren. Nach dem Umzug seiner Eltern besuchte er ab 1783 die Dorfschule Mallmitz und setzte 1792 seine Ausbildung an der Gelehrtenschule des Waisenhauses in Bunzlau fort. Ostern 1798 begann er an der Universität Halle ein Studium der Theologie. Hierzu besuchte er vor allem die Vorlesungen von Georg Christian Knapp und August Hermann Niemeyer. Vor allem begeisterten ihn die Vorträge von Friedrich August Wolf zu Philologie, so dass er sich die letzten beiden Jahre vornehmlich auf philologische, mathematische und philosophische Vorlesungen konzentrierte.
Nach seinen Studien fand Föhlisch an einer höheren Knaben- und Mädchenschule in Halle seine erste Anstellung und wurde 1802 am königlichen Pädagogium in Halle als Lehrer angestellt. Am 5. August 1809 nahm er eine Stelle als Konrektor an das Gymnasium in Wertheim (heute: Dietrich-Bonhoeffer-Gymnasium Wertheim) an, wozu er am 17. Oktober 1809 sich an der Universität Wittenberg den akademischen Grad eines Magisters der Philosophie erwarb. In Wertheim erhielt er den Titel eines Professors und wurde 1825, als Nachfolger von Johann Friedrich Neidhart, Rektor der Bildungseinrichtung. Im Dezember 1827 erhielt er den Titel eines Hofrates und 1837 erhielt er das Ritterkreuz des Zähringer Löwenordens. Am 27. Januar 1854 trat er in den Ruhestand.
Fölisch war verheiratet. Aus seiner Ehe kennt man die Kinder: Eduard Franz Ludwig Föhlisch (* 12. August 1816 in Wertheim; † 31. März 1880 ebenda), Gymnasialdirektor in Wertheim; Wilhelmine Föhlisch (* 20. November 1821 in Wertheim; † 17. März 1907 in Stuttgart), verheiratet am 12. März 1844 mit Pfarrer Gustav Hermann John (* 23. April 1809 in Neuenstadt am Kocher; † 1869); Alfred Föhlisch (* 5. April 1824 in Wertheim; † 28. September 1893 ebenda), Domänenrat in Bronnbach; Bertha Föhlisch (1828–1890), verheiratet 1849 in Wertheim mit Carl Eberhard von Fischbach (* 15. März 1821 in Hohenheim; † 23. November 1901 in Sigmaringen).

## Schriften
- De doctrinae atque institutionis discrimine commentatio. Wertheim 1809
- Quomodo publica educatio a parentibus adjuvanda sit, disquisitio. Wertheim 1811 (Ostern.)
- Über die logische Wichtigkeit der Mathematik auf Gymnasien, nebst einigen philosophischen Andeutungen. Ein Beitrag zur Gymnastik des jugendlichen Geistes. Wertheim 1814
- Die Notwendigkeit der Gymnastik aus dem Standpunkte der Humanitätsbildung, besonders in unserer Zeit. Wertheim 1815.
- Die Notwendigkeit der Turnkunst aus dem Standpunkte der Humanitätsbildung. (Zweiter Abschnitt.) Wertheim 1817
- Über deutsche Sprachbildung aus dem Leben und für das Leben, vorzüglich in den Mittelschulen. Wertheim 1818; Bd. 2, Wertheim 1819.
- Über das Verhältnis der Mittelschule zu dem Geiste unserer Zeit. Wertheim 1821
- Beitrag zu der Geschichte des Wertheimischen Gymnasiums. Eine Einladungsschrift zu der fünfzigjährigen Dienstjubelfeier des Rektor und Professor Johann Friedrich Neidhart am 10. Juli 1821. Wertheim 1821
- Über Sprachbildung aus dem Leben und für das Leben, vorzüglich mit Rücksicht auf die deutsche Sprache. Wertheim 1822
- Über Menschenbildung durch das Schöne, mit besonderer Rücksicht auf Ton- und Zeichenkunst, hauptsächlich in den Mittelschulen. Erste Abteilung. Wertheim 1823; 2. Abteilung. Wertheim 1824 (Volltext in der Google-Buchsuche)
- Über Zweck, Inhalt und Form der öffentlichen Prüfungen in Mittelschulen. 1. Abt. Wertheim 1825; 2. Abt. Wertheim 1826.
- Gesetze und Einrichtungen des Gymnasiums zu Wertheim. Als Beilage: Pflichten und Befugnisse des Direktors und der Lehrer des Gymnasiums zu Wertheim. Wertheim 1828
- Consilia scholastica von Friedrich August Wolf, mit Vorerinnerungen. Wertheim 1829
- Consilia scholastica, mit einem Anhange: „Über Lateinische Sprache“ von Fr. Aug. Wolf. Wertheim 1830.
- Das Gymnasium, eine natürliche Vorschule der Philosophie; mit Vorerinnerungen über allgemeine Schulreformen. Wertheim 1832
- Über Nachprüfungen und Ausbildungsmittel der Jünglinge in Mitte- und Hochschulen, mit einigen akademischen Proömien von Fr. Aug. Wolf. Wertheim 1833
- Erinnerungen an Dr. Aug. Herm. Niemeyer, vormaligen Kanzler der Universität Halle, als Pädagogen. Ein Beitrag zur Geschichte der Pädagogik und der gelehrten Schulen. Wertheim 1834
- Die technischen Schulen, mit Vorerinnerungen über den geistigen Zusammenhang der öffentlichen Schulen. Wertheim 1840
- Die Gelehrtenschule nach den Bedürfnissen der Gegenwart, mit einem Vorwort über die Vermittlung der pädagogischen Gegensätze unserer Zeit. Wertheim 1843
- Erklärung zweier Oden des Horaz: (I. 4, I. 11) von Fr. Aug. Wolf, mit Vorerinnerungen aus der Vergangenheit für die Schule der Gegenwart. Wertheim 1849
- Ansichten über Erziehung und Unterricht in gelehrten Schulen. Eine Auswahl der Schulschriften von Dr. J. G. E. Föhlisch, Großh. Bad. Hofrat und Direktor des Gymnasiums zu Wertheim. Erste Sammlung. Karlsruhe 1836
- Über Stellung und Aufgabe der Gewerbeschule. Als Vorwort zu dem Jahresberichte über die Gewerbeschule zu Wertheim. Wertheim 1848
- Die Menschenbildung in technischen Volksschulen. Wertheim 1849
- Der Beruf, ein Gottesruf. Wertheim 1850
- Über Gewerb- und Kunstfleiß. Wertheim 1851
- Die Zucht macht frei. Wertheim 1852
- Das Gymnasium zu Wertheim in Franken zu Michaelis 1819. In: Seebode’s kritischer Bibliothek. 2. Jg.
- Aphorismen zu der Schrift von Herrn Professor Fr. Thiersch: „Über gelehrte Schulen, mit besonderer Rücksicht auf Bayern“. Frankfurt a. M. 1827
- Das Geistesleben, durch Liebe vermittelt, oder das Prinzip einer christlichen Menschenbildung. In: Brzoska’s Centralbibliothek für Pädagogik und Schulunterricht. Dezemberheft 1838.
- Allgemeine Charakteristik der öffentlichen Schulen in Beziehung auf Inhalt, Abstufung und Verhältnis derselben zu Staat und Kirche. In: Brzoska’s Centralbibliothek für Pädagogik und Schulunterricht. Maiheft 1839
- Die Elementarschule, die niedere und höhere Volksschule, die höhere Mädchenschule u. s. w. In: Brzoska’s Centralbibliothek für Pädagogik und Schulunterricht. Augustheft 1839